# 波氏海豬魚
波氏海豬魚，為輻鰭魚綱鱸形目隆頭魚亞目隆頭魚科的其中一種，分布於西大西洋區，從美國佛羅里達州南部至巴西聖保羅海域，棲息深度1-15公尺，體長可達20公分，棲息在水質清澈的海草床，生活習性不明，可作為觀賞魚。